# Estendard reial de Barbados
L'estendard reial de Barbados va ser la bandera personal de la reina Isabel II en el seu paper de reina de Barbados (1966-2021). La bandera va ser aprovada per a la seva utilització a mitjans dels anys setanta del segle XX i només la va utilitzar la reina quan es trobava a Barbados o assistia a un esdeveniment a l'estranger en el seu paper de cap d'estat de Barbados. El representant de la reina, el governador general de Barbados, va tenir la seva pròpia bandera.

## Descripció
L'estendard va consistir en un camp groc amb una figuera barbuda (Ficus citrifolia), símbol de l'illa de Barbados des de fa molt de temps, i la flor nacional, anomenada l'Orgull de Barbadosa (Caesalpinia pulcherrima), a cadascun dels dos angles superiors. Un disc blau de la lletra "E" coronat i envoltat per una garlanda de roses daurades es mostrava de manera destacada sobre la figuera i centrat al camp de l'estendard. El disc va estar extret de la bandera personal d'Isabel II. La proporció de la bandera va ser de 1:2.